# Saeward de Essex
Sæward fue rey conjunto de Essex de 616? a 623? junto con su hermano Sexred después de la muerte de su padre Sæbert.  Su padre se convirtió al cristianismo en 604.  Después de su muerte reprimieron la religión cristiana en favor del paganismo, permitiendo a su pueblo adorar a los dioses nativos. Desterraron a Mellitus, Obispo de Londres, del reino después de que se negara a darles pan sacramental.
En 623(?) Sexred, Sæward y otro hermano desconocido, quizá Seaxbaldo, murieron en una batalla contra Wessex. Es incierto qué Sigeberto les sucedió, bien su hijo Sigeberto el Pequeño o el hijo de Sexred, Sigeberto el Bueno.